# Eisenbahnunfall von Interlaken
Beim Eisenbahnunfall von Interlaken am 11. August 1952 stiessen im Normalspurteil des Bahnhofs Interlaken Ost ein Personenzug der Bern-Lötschberg-Simplon-Bahn (BLS) und eine Güterwagengruppe zusammen. Trotz der relativ geringen Geschwindigkeit wurden vier Reisende getötet und mindestens zehn schwer verletzt, da die alten Holzwagen dem Aufprall nicht standhielten.

## Unfallhergang
Der aus Bönigen kommende Personenzug 2035 wurde am Abend des 11. August 1952 planmässig auf Gleis 3 geleitet. Es war vorgesehen, für die Rückfahrt nach Bönigen die Lokomotive umzustellen. Nach der Ankunft eines verspäteten Schnellzugs aus Bern belegte dieser den westlichen Teil des gleichen Geleises. Weil dadurch für die Lokomotive des Personenzugs der Platz fehlte, wurde die ganze Zugskomposition auf ein Rangiergeleise manövriert, auf dem sich bereits ein aus 21 Wagen bestehender Güterzug befand.
Der zurückgeschobene Personenzug hatte eine Geschwindigkeit von etwa 25 km/h, als er auf den ersten Wagen des Güterzugs prallte. Dabei wurden der letzte und der zweitletzte Wagen des Personenzugs ineinandergeschoben. Die beiden Wagen mit Holzkasten wurden weitgehend zerstört und drei sich darin befindende Personen auf der Stelle getötet. Ein schwer verletzter Reisender starb kurz nach der Einlieferung ins Spital.
Ein durch den Unfall verursachter Kurzschluss beeinträchtigte für mehrere Stunden den gesamten Zugsverkehr im Bahnhof Interlaken Ost.

## Unfallursache
Der Unfall ist auf ein Missverständnis der Rangierarbeiter zurückzuführen. Während ein Angestellter seinem Kollegen zuwinkte, dass er mit dem Güterzug warten müsse, verstand dieser die Armbewegung falsch und setzte den Güterzug in Bewegung. Als der Rangierer auf dem ersten Güterwagen den herannahenden Personenzug bemerkte, bremste er mit der Handbremse, sprang vom Wagen und rief dem Lokomotivführer zu, er solle bremsen.
Weil seine Warnung jedoch nicht zu hören war, sprang er auf einen anderen Wagen und versuchte, den Zug durch Anziehen der Handbremse zu verlangsamen. Ein Zusammenstoss war jedoch nicht mehr zu vermeiden.
Die hohe Zahl der Opfer ist auf die Wagenkasten in Holzbauart zurückzuführen, die trotz der relativ geringen Geschwindigkeit nur wenig Widerstand boten und somit die Insassen unzureichend schützten. Der Einsatz dieser alten Wagen war wegen Verkehrszunahme auf den internationalen Verbindungen notwendig geworden.